# 크리스마스에 눈이 내리면
크리스마스에 눈이 내리면은 1998년 공개된 대한민국의 로맨스 영화이다.

## 배역
- 김현주 : 송희 역
- 박용하 : 수안 역
- 김지영 : 지원 역
- 권오중 : 종훈 역
- 김민상 : 참나 역
- 김학준 : 원아들 역

## 제작에 관해
- 김현주의 상대역이 확정되기 전까지는 당초 <오!해피데이>란 제목이 거론됐는데 김현주는 이 때문에 KBS 2TV 종이학, MBC 사랑과 성공 등의 캐스팅 제안을 거절했고[1] 이 작품 외에도 MBC 애드버킷 등의 출연 제의를 고사했다.
- 그 후, 박용하가 김현주의 상대역으로 확정되면서[2] 제목도 <크리스마스에 눈이 내리면>으로 바뀌었다.